# Лушань (місто)
Лушань (кит. спр. 庐山市, піньїнь: Lúshān Shì) — місто-повіт на півночі Цзянсі, складова міста Цзюцзян.

## Географія
Лушань лежить у горах Лушань, на сході виходить до озера Поянху.

### Клімат
Місто знаходиться у зоні, котра характеризується вологим субтропічним кліматом. Найтепліший місяць — липень із середньою температурою 22.8 °C (73 °F). Найхолодніший місяць — січень, із середньою температурою 0 °С (32 °F).
| Клімат Лушаня           | Клімат Лушаня | Клімат Лушаня | Клімат Лушаня | Клімат Лушаня | Клімат Лушаня | Клімат Лушаня | Клімат Лушаня | Клімат Лушаня | Клімат Лушаня | Клімат Лушаня | Клімат Лушаня | Клімат Лушаня | Клімат Лушаня |
| Показник                | Січ.          | Лют.          | Бер.          | Квіт.         | Трав.         | Черв.         | Лип.          | Серп.         | Вер.          | Жовт.         | Лист.         | Груд.         | Рік           |
| Середній максимум, °C   | 4             | 5             | 9             | 15            | 19            | 22            | 25            | 25            | 21            | 16            | 11            | 6             | 14            |
| Середня температура, °C | 0             | 1             | 6             | 11            | 15            | 19            | 23            | 22            | 18            | 13            | 7             | 3             | 11            |
| Середній мінімум, °C    | −3            | −1            | 2             | 8             | 12            | 16            | 20            | 19            | 15            | 9             | 4             | 0             | 8             |
| Норма опадів, мм        | 60            | 103           | 152           | 223           | 270           | 289           | 210           | 224           | 161           | 104           | 86            | 53            | 1935          |
| ----------------------- | ------------- | ------------- | ------------- | ------------- | ------------- | ------------- | ------------- | ------------- | ------------- | ------------- | ------------- | ------------- | ------------- |
| Джерело: Weatherbase    |               |               |               |               |               |               |               |               |               |               |               |               |               |